# Trigonostemon matangensis
Trigonostemon matangensis är en törelväxtart som beskrevs av R.I.Milne. Trigonostemon matangensis ingår i släktet Trigonostemon och familjen törelväxter. Inga underarter finns listade i Catalogue of Life.